# Liriomyza lacertella
Liriomyza lacertella este o specie de muște din genul Liriomyza, familia Agromyzidae. A fost descrisă pentru prima dată de Camillo Rondani în anul 1875.
Este endemică în Italia. Conform Catalogue of Life specia Liriomyza lacertella nu are subspecii cunoscute.